# Лыжные гонки на зимних Паралимпийских играх 2018
Соревнования по лыжным гонкам на зимних Паралимпийских играх 2018 в Пхёнчхане проходили с 11 по 18 марта в лыжно-биатлонном центре «Альпенсия». Было разыграно 20 комплектов наград.

## Медальный зачёт
| Общее количество медалей |                                       |        |         |        |       |
| Место                    | Страна                                | Золото | Серебро | Бронза | Всего |
| 1                        | США                                   | 4      | 3       | 2      | 9     |
| 2                        | Канада                                | 4      | 1       | 5      | 10    |
| 3                        | Украина                               | 3      | 2       | 3      | 8     |
| 4                        | Беларусь                              | 3      | 2       | 1      | 6     |
| 5                        | Нейтральные паралимпийские спортсмены | 2      | 4       | 3      | 9     |
| 6                        | Франция                               | 1      | 1       | 1      | 3     |
| 7                        | Япония                                | 1      | 1       | 0      | 2     |
| 8                        | Республика Корея                      | 1      | 0       | 1      | 2     |
| 9                        | Казахстан                             | 1      | 0       | 0      | 1     |
| 10                       | Германия                              | 0      | 3       | 1      | 4     |
| 11                       | Норвегия                              | 0      | 2       | 2      | 4     |
| 12                       | Швеция                                | 0      | 1       | 0      | 1     |
| 13                       | Австрия                               | 0      | 0       | 1      | 1     |
| 13                       | Финляндия                             | 0      | 0       | 1      | 1     |
| Всего                    | Всего                                 | 20     | 20      | 21     | 61    |

## Медалисты

### Мужчины
| Дисциплина                                             | Золото                                         | Серебро                                          | Бронза                                          |
| 1,1 км спринт, сидя                                    | Энди Соул США                                  | Дмитрий Лобан Беларусь                           | Даниэль Кноссен США                             |
| 1,5 км спринт классическим стилем, стоя                | Александр Колядин Казахстан                    | Ёсихиро Нитта Япония                             | Марк Арендз Канада                              |
| 1,5 км спринт классическим стилем, стоя                | Александр Колядин Казахстан                    | Ёсихиро Нитта Япония                             | Илкка Туомисто Финляндия                        |
| 1,5 км спринт классическим стилем, с нарушением зрения | Брайан Маккивер ведущий: Рассел Кеннеди Канада | Себастиан Модин ведущий: Робин Брюнтессон Швеция | Эйрик Бюе ведущий: Арвид Нельсон Норвегия       |
| 7,5 км, сидя                                           | Син Ый Хён Республика Корея                    | Даниэль Кноссен США                              | Максим Яровый Украина                           |
| 10 км, стоя                                            | Ёсихиро Нитта Япония                           | Григорий Вовчинский Украина                      | Марк Арендз Канада                              |
| 10 км, с нарушением зрения                             | Брайан Маккивер ведущий: Грэм Нисикава Канада  | Джейк Адикофф ведущий: Сойер Кесселгейм США      | Юрий Голуб ведущий: Дмитрий Будзилович Беларусь |
| 15 км, сидя                                            | Максим Яровый Украина                          | Даниэль Кноссен США                              | Син Ый Хён Республика Корея                     |
| 20 км, стоя                                            | Игорь Рептюх Украина                           | Бенжамин Давье Франция                           | Хокон Олсруд Норвегия                           |
| 20 км, с нарушением зрения                             | Брайан Маккивер ведущий: Грэм Нисикава Канада  | Юрий Голуб ведущий: Дмитрий Будзилович Беларусь  | Тома Кларион ведущий: Антуан Болле Франция      |

### Женщины
| Дисциплина                                             | Золото                                                    | Серебро                                                                       | Бронза                                                                        |
| 1,1 км, спринт, сидя                                   | Оксана Мастерс США                                        | Андреа Эскау Германия                                                         | Марта Зайнуллина Нейтральные паралимпийские спортсмены                        |
| 1,5 км спринт классическим стилем, стоя                | Анна Миленина Нейтральные паралимпийские спортсмены       | Вильде Нильсен Норвегия                                                       | Натали Уилки Канада                                                           |
| 1,5 км спринт классическим стилем, с нарушением зрения | Светлана Сахоненко ведущий: Роман Ященко Беларусь         | Михалина Лысова ведущий: Алексей Иванов Нейтральные паралимпийские спортсмены | Оксана Шишкова ведущий: Виталий Казаков Украина                               |
| 5 км, сидя                                             | Оксана Мастерс США                                        | Андреа Эскау Германия                                                         | Марта Зайнуллина Нейтральные паралимпийские спортсмены                        |
| 7,5 км, стоя                                           | Натали Уилки Канада                                       | Екатерина Румянцева Нейтральные паралимпийские спортсмены                     | Эмили Янг Канада                                                              |
| 7,5 км, с нарушением зрения                            | Светлана Сахоненко ведущий: Роман Ященко Беларусь         | Михалина Лысова ведущий: Алексей Иванов Нейтральные паралимпийские спортсмены | Карина Эдлингер ведущий: Юлиан Эдлингер Австрия                               |
| 12 км, сидя                                            | Кендалл Гретч США                                         | Андреа Эскау Германия                                                         | Оксана Мастерс США                                                            |
| 15 км, стоя                                            | Екатерина Румянцева Нейтральные паралимпийские спортсмены | Анна Миленина Нейтральные паралимпийские спортсмены                           | Людмила Ляшенко Украина                                                       |
| 15 км, с нарушением зрения                             | Светлана Сахоненко ведущий: Роман Ященко Беларусь         | Оксана Шишкова ведущий: Виталий Казаков Украина                               | Михалина Лысова ведущий: Алексей Иванов Нейтральные паралимпийские спортсмены |

### Эстафеты
| Дисциплина         | Золото | Серебро                                                                  | Бронза                                                                               |
| Смешанная эстафета | Украина Юрий Уткин ведущий: Руслан Перехода Людмила Ляшенко Юлия Батенкова-Бауман Оксана Шишкова ведущий: Виталий Казаков | Канада Натали Уилки Эмили Янг Крис Клебл Марк Арендз                     | Германия Андреа Эскау Штеффен Лемкер Александер Элер                                 |
| Открытая эстафета  | Франция Бенжамин Давье Антони Шалансон ведущий: Симон Вальверд Тома Кларион ведущий: Антуан Болле                         | Норвегия Нильс-Эрик Ульсет Хокон Олсруд Эйрик Бюе ведущий: Арвид Нельсон | Канада Коллин Кэмерон Брайан Маккивер ведущий: Грэм Нисикава ведущий: Рассел Кеннеди |